# Glenorchy Knights
Glenorchy Knights je hrvatski nogometni klub iz Glenorchyja u Australiji. Osnovan je 1957. godine, a trenutno se natječe u T-League, a utakmice igra na KGV Parku.
Jedan je od manje skupine hrvatskih iseljeničkih klubova koji je skupio 50 godina postojanja do 2007. godine.

## Uspjesi
- Državni prvaci: 6 puta (1970., 1974., 1975., 1992., 1999., 2005.)
- Državni doprvaci: 4 puta (1978., 1980., 1998., 2006.)
- Prvaci (Southern Premierships): 7 puta (1970., 1974., 1975., 2000., 2004., 2005., 2006.)
- Doprvaci (Southern Premier): 9 puta (1967., 1971., 1972., 1973., 1977., 1985., 1986., 1998., 2002.)
- Prvaci (KO Cup): 6 puta (1963., 1969., 1970., 1978., 2000., 2005.)
- Doprvaci (KO Cup): 4 puta (1968., 1974., 2001., 2003.)
- Prvaci (Summer Cup): 5 puta (1979., 1982., 1983., 1993., 2003.)
- Prvaci (Cadbury Charity Cup): 1 put (1993.)
- Prvaci (Cadbury Trophy): 3 puta (1978., 1985., 1992.)
- Prvaci (Falkinder and Association Cup Winners): 1 put (1964.)
- Doprvaci (Falkinder and Association Cup Runners-up): 5 puta (1962., 1963., 1966., 1970., 1973.)
- Prvaci (Lloyd Triestino Cup Winners): 2 puta (1972., 1973.)

## Vanjske poveznice
- Službene stranice Klupska povijest
- Matica[neaktivna poveznica] 50 godina Brisbane Croatije
- Tasmanski Hrvati